# Liste des chefs du gouvernement danois
Les Premiers ministres du Danemark ont porté, au fil des époques, des titres différents en danois :
- 1848-1854 : Premierminister (« Premier ministre ») ;
- 1854-1918 : Konseilspræsident (« Président du Conseil ») ;
- depuis 1918 : Statsminister (littéralement « Ministre d'État »).

## Premierminister(1848-1854)
| Nom                                   | Début du mandat | Fin du mandat | Parti      |
| ------------------------------------- | --------------- | ------------- | ---------- |
| Adam Wilhelm Moltke (1785-1864)       | 1848            | 1852          | -          |
| Christian Albrecht Bluhme (1794-1866) | 1852            | 1853          | Højre (da) |
| Anders Sandøe Ørsted (1778-1860)      | 1853            | 1854          | -          |

## Konseilspræsident(1854-1918)
| Nom                                             | Début du mandat | Fin du mandat | Parti                               |
| ----------------------------------------------- | --------------- | ------------- | ----------------------------------- |
| Peter Georg Bang (1797-1861)                    | 1854            | 1856          | -                                   |
| Carl Christoffer Georg Andræ (1812-1893)        | 1856            | 1857          | -                                   |
| Carl Christian Hall (1812-1893)                 | 1857            | 1859          | Parti national libéral (en)         |
| Carl Edvard Rotwitt (1812-1860)                 | 1859            | 1860          | Société des amis des paysans (en)   |
| Carl Christian Hall (1812-1888)                 | 1860            | 1863          | Parti national libéral (en)         |
| Ditlev Gothard Monrad (1811-1887)               | 1863            | 1864          | Parti national libéral (en)         |
| Christian Albrecht Bluhme (1794-1866)           | 1864            | 1865          | Højre (da)                          |
| Christian Emil Krag-Juel-Vind-Frijs (1817-1896) | 1865            | 1870          | Nationale Godsejere (da)            |
| Ludvig Holstein-Holsteinborg (1815-1892)        | 1870            | 1874          | Mellempartiet (da)                  |
| Christen Andreas Fonnesbech (1817-1880)         | 1874            | 1875          | Nationale Godsejere (da)            |
| Jacob Brønnum Scavenius Estrup (1825-1913)      | 1875            | 1894          | Højre (da)                          |
| Tage Reedtz-Thott (1839-1923)                   | 1894            | 1897          | Højre (da)                          |
| Hugo Egmont Hørring (1842-1909)                 | 1897            | 1900          | Nationale Godsejere (da)/Højre (da) |
| Hannibal Sehested (1842-1924)                   | 1900            | 1901          | Højre (da)                          |
| Johan Henrik Deuntzer (1845-1918)               | 1901            | 1905          | Venstre                             |
| Jens Christian (J. C.) Christensen (1856-1930)  | 1905            | 1908          | Venstre                             |
| Niels Neergaard (1854-1936)                     | 1908            | 1909          | Venstre                             |
| Ludvig Holstein-Ledreborg (1839-1912)           | 1909            | 1909          | Venstre                             |
| Carl Theodor Zahle (1866-1946)                  | 1909            | 1910          | Parti social-libéral danois         |
| Klaus Berntsen (1844-1927)                      | 1910            | 1913          | Venstre                             |
| Carl Theodor Zahle (1866-1946)                  | 1913            | 1918          | Parti social-libéral danois         |

## Statsminister(depuis 1918)
| Nom | Début du mandat | Fin du mandat | Parti                        |
| --- | --------------- | ------------- | ---------------------------- |
| Carl Theodor Zahle (1866-1946) | 1918            | 1920          | Parti social-libéral danois  |
| Otto Liebe (1860-1929) | 1920            | 1920          | -                            |
| Michael Pedersen Friis (1857-1944) | 1920            | 1920          | -                            |
| Niels Neergaard (1854-1936) | 1920            | 1924          | Venstre                      |
| Thorvald Stauning (1873-1942) | 1924            | 1926          | Social-démocratie            |
| Thomas Madsen-Mygdal (1876-1943) | 1926            | 1929          | Venstre                      |
| Thorvald Stauning (1873-1942) | 1929            | 1942          | Social-démocratie            |
| Wilhelm Buhl (1881-1954) | 1942            | 1942          | Social-démocratie            |
| Erik Scavenius (1877-1962) | 1942            | 1943          | Parti social-libéral danois  |
| Vacance de la fonction pendant l'occupation de l'armée allemande. L'intérim des fonctions ministérielles fut assuré par les directeurs de cabinet nommés par le gouvernement précédent. |                 |               |                              |
| Wilhelm Buhl (1881-1954) | 1945            | 1945          | Social-démocratie            |
| Knud Kristensen (1880-1962) | 1945            | 1947          | Venstre                      |
| Hans Hedtoft (1903-1955) | 1947            | 1950          | Social-démocratie            |
| Erik Eriksen (1902-1972) | 1950            | 1953          | Venstre                      |
| Hans Hedtoft (1903-1955) | 1953            | 1955          | Social-démocratie            |
| Hans Christian Hansen (1906-1960) | 1955            | 1960          | Social-démocratie            |
| Viggo Kampmann (1910-1976) | 1960            | 1962          | Social-démocratie            |
| Jens Otto Krag (1914–1978) | 1962            | 1968          | Social-démocratie            |
| Hilmar Baunsgaard (1920-1989) | 1968            | 1971          | Parti social-libéral danois  |
| Jens Otto Krag (1914–1978) | 1971            | 1972          | Social-démocratie            |
| Anker Jørgensen (1922-2016) | 1972            | 1973          | Social-démocratie            |
| Poul Hartling (1914-2000) | 1973            | 1975          | Venstre                      |
| Anker Jørgensen (1922-2016) | 1975            | 1982          | Social-démocratie            |
| Poul Schlüter (1929-2021) | 1982            | 1993          | Parti populaire conservateur |
| Poul Nyrup Rasmussen (né en 1943) | 1993            | 2001          | Social-démocratie            |
| Anders Fogh Rasmussen (né en 1953) | 2001            | 2009          | Venstre                      |
| Lars Løkke Rasmussen (né en 1964) | 2009            | 2011          | Venstre                      |
| Helle Thorning-Schmidt (née en 1966) | 2011            | 2015          | Social-démocratie            |
| Lars Løkke Rasmussen (né en 1964) | 2015            | 2019          | Venstre                      |
| Mette Frederiksen (née en 1977) | 2019            | En fonction   | Social-démocratie            |